# Martinus Willem Beijerinck
Pour les articles homonymes, voir Beijerinck.
Martinus Willem Beijerinck , né le 16 mars 1851 à Amsterdam et mort le 1er janvier 1931 à Lochem, est un botaniste et un microbiologiste néerlandais.

## Biographie
Ingénieur chimiste de l'École technique de Delft, il obtient son doctorat de l'université de Leyde en 1877. Il enseigne notamment à l'École d'agriculture de Wageningue et travaille au Polytechnische Hogeschool (institut polytechnique) de Delft à partir de 1895. Il s’intéresse à la microbiologie appliquée à l’agriculture et industrielle. Ses découvertes sont probablement aussi importantes que celles de Robert Koch (1843-1910) ou de Louis Pasteur (1822-1895) faites au même moment, mais Beijerinck ne se consacre pas à la santé humaine et elles n’ont donc pas le même impact.

## Travaux scientifiques
Il est considéré comme l’un des fondateurs de la virologie ainsi que le fondateur de l'école de Delft en microbiologie.
En 1888, Beijerinck découvre l'agent microbien responsable de la fixation symbiotique de l’azote chez les végétaux.
Il démontre, en 1898, par l’emploi de filtres extrêmement fins, que l’agent pathogène responsable de la maladie de la mosaïque du tabac est plus petit qu’une bactérie. Il nomme alors ce pathogène virus. (Dimitri Ivanovski qui l'avait précédé dans cette découverte en 1892, n'avait pas pu prendre toute la mesure de sa propre découverte). Beijerinck était d'avis que les virus étaient de nature liquide (soluble living germ), ce qu'infirma plus tard Wendell Stanley. Il reçoit la médaille Leeuwenhoek en 1905. 
Il découvre le processus de réduction du sulfate par les bactéries, notamment en isolant la bactérie Spirillum desulfuricans, aujourd'hui nommée Desulfovibrio desulfuricans.
Il est également l'inventeur des milieux de culture enrichis pour l'isolement des souches bactériennes.

## Prix de virologie M.W. Beijerinck
En son honneur, l'Académie royale des arts et des sciences néerlandaise (KNAW), a fondé en 1965 le prix de virologie M.W. Beijerinck.